# Беатрикс Брабантска
Беатрикс Брабантска (на немски: Beatrix von Brabant; на нидерландски: Beatrix van Brabant, Beatrix van Kortrijk, * 1225 в Льовен, † 11 ноември 1288 в Кортрейк) от род Регинариди, е принцеса от Брабант и чрез женитби ландграфиня на Тюрингия, от 1246 до 1247 г. римско-немска кралица, и от 1247 до 1250 г. графиня на Фландрия.

## Биография
Беатрикс е третата дъщеря на Хайнрих II (1207 – 1248), херцог на Брабант и Долна Лотарингия, и първата му съпруга Мария фон Хоенщауфен (1196 – 1235), дъщеря на немския крал Филип Швабски († 1208) и Ирина Ангелина († 1208), дъщеря на византийския император Исак II Ангел. Нейният брат Хайнрих III е херцог на Брабант. Сестра ѝ Мария е екзекутирана, заради фалшиво обвинение за изневяра, през 1256 г. от нейния съпруг баварския херцог Лудвиг II Строги.
Беатрикс се омъжва на 10 март 1241 г. в Кройцбург за бездетния Хайнрих Распе IV (* 1204; † 16 февруари 1247) от фамилията Лудовинги, ландграф на Тюрингия и от 1246 г. анти-римско-немски крал. Тя е третата му съпруга. Бракът остава бездетен.
Понеже няма мъжки наследник Хайнрих Распе определя през 1243 г. за свой наследник на Ландграфство Тюрингия своя племенник Хайнрих III, син на сестра му Юта. Хайнрих Распе умира през 1247 г.
Беатрикс се омъжва отново през ноември 1247 г. в Льовен за Вилхелм II фон Дампиер (* 1224; † 6 юни 1251), граф на Фландрия. Този брак също е бездетен. Нейният съпруг участва в шестия кръстоносен поход в Египет и попада през април 1250 г. в плен. При връщането му Вилхелм II умира на турнир в Белгия през 1251 г. Беатрикс живее още 37 години след него.